# 工学
工学（こうがく、英: engineering）またはエンジニアリングとは、基礎科学である数学・化学・物理学などを工業生産に応用する学問。「真理の探究」を目指す基礎科学と「実用」を目指す工学の違いは絶対的ではなく、例えば電子工学や薬品生産などがあると『日本大百科全書』は述べている。これらの分野では、基礎科学・基礎研究の成果が応用科学・研究開発の中へと直接組み込まれている。
日本の国立8大学の工学部を中心とした文書、「工学における教育プログラムに関する検討委員会」（1998年）では次の通り定義されている。
| 「 | 「工学とは数学と自然科学を基礎とし、ときには人文社会科学の知見を用いて、公共の安全、健康、福祉のために有用な事物や快適な環境を構築することを目的とする学問である。」 | 」 |

『世界大百科事典』では、工学は「エネルギーや自然の利用を通じて便宜を得る技術一般」とされている。工学が対象とする領域は広く、様々な工学分野に専門分化している。

## 概要

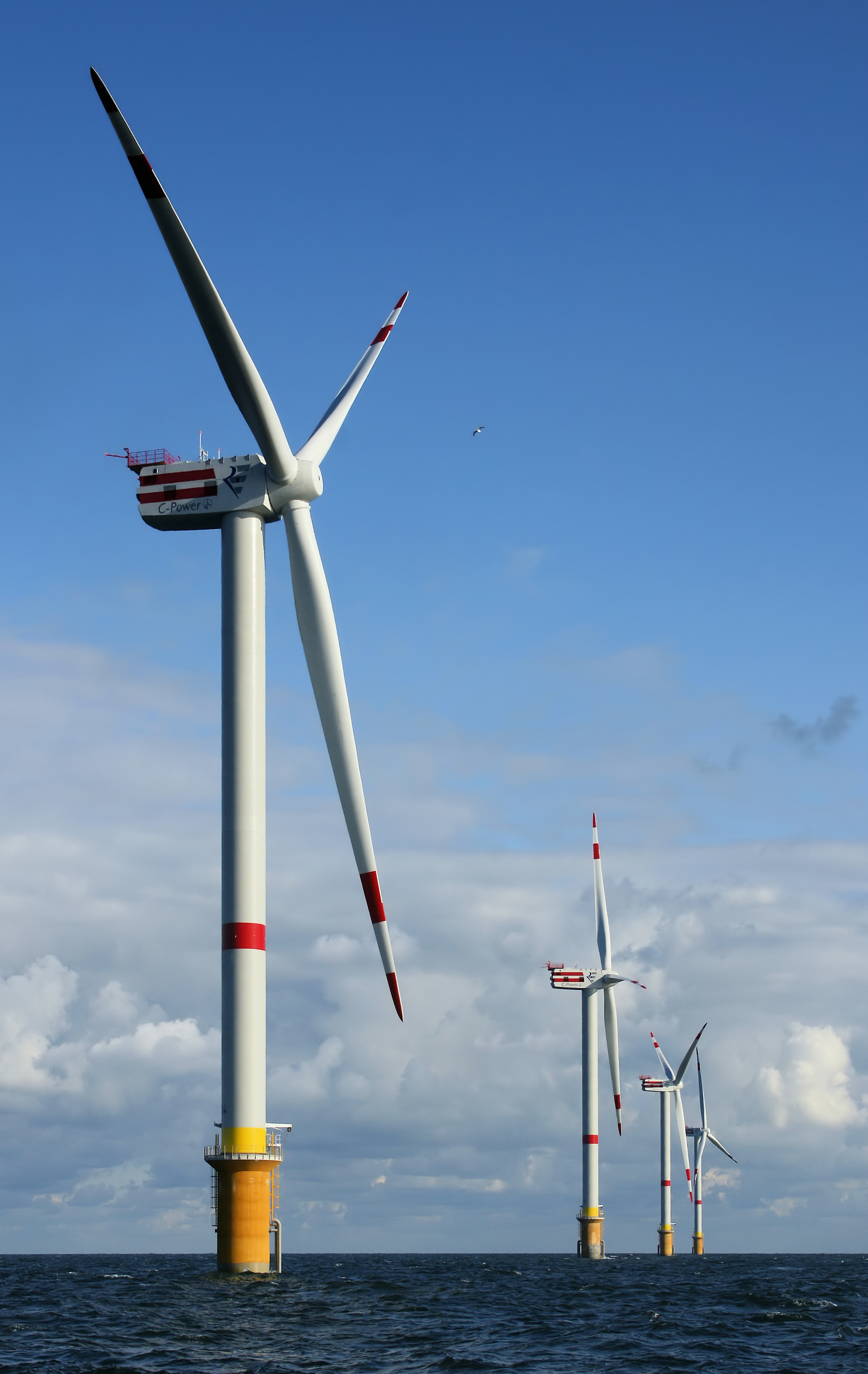
風力発電所(風力発電機群)。
風力発電所ひとつをとっても「再生可能エネルギーを用いて電力を供給する」という実用的な目的の実現の為に、装置群を設計し、製造し、適切な場所に設置し、適切に運用する必要があり、そのためにはエネルギー問題に関する知識、環境問題に関する知識、流体に関する知識、機械に関する知識、材料に関する知識、電気的な知識、制御装置などの知識、経済性に関する知識、気象学的な知識や地域・場所ごとに全く異なる風量に関する具体的なデータ、用地確保や海洋上での設置に関わる法律的な知識、騒音規制に関する法的知識や自治体ごとの条例の調査、風車ブレードに衝突してくることがある鳥の習性に関する知識　等々、様々な分野の知識を結集する必要があり、また事前にアセスメントを行い、発注者や設置地域住民等々に対してアカウンタビリティを果たす必要があり、現代の工学問題の実例となっている。

工学博士の仙石正和は電子情報通信学会で、国際世界の教育研究における「工学」は次の意味だと述べている。
工学は大半の分野で理学（数学・物理学・化学等）を基礎としているが、工学と理学の相違点は、ある現象を目の前にしたとき、理学は「自然界（の現象）は（現状）どうなっているのか」や「なぜそのようになるのか」という、既に存在している状態の理解を追求するのに対して、工学は「どうしたら、（望ましくて）未だ存在しない状態やモノを実現できるか」を追求する点である。或いは「どうしたら目指す成果に結び付けられるか」という、人間・社会で利用されること、という合目的性を追求する点である、とも言える。
したがって工学では安全性、経済性、運用・保守性といった、実用上の観点の価値判断が重要である。使用できる時間・人員・予算等といった資源の制約の中、工学的目的を達成するための技術的な検討とその評価を工学的妥当性と言い、工学的な性質の分析には、環境適合性、使いやすさ、整備のしやすさ (Maintainability)、生涯費用（ライフサイクルコスト）など、（質量、速度などのある意味、即物的で一意的に測定できる性質とは違った、人間がある配慮のもとに構成した） <<評価方法>> が必要なものが多い。そうした評価方法の開発も工学の重要な分野とされる。
また公共の福祉に対する配慮も必要であり、工学各分野の学会（電気学会、土木学会など）では倫理的な内容を盛り込んだ信条規定（Creed）が定められている。
工学には、他の学問の成果を社会に還元するための技術の開発という面もあるが、近年はそれに加えて、その技術の適用にあたっての長所、短所の調査（アセスメント）、調査結果とともに調査過程の資料を公表説明すること（アカウンタビリティ）が求められるようになってきている。
現代の我々が用いている意味での "engineering" という用法・概念は18世紀になって生まれたものであるが、その概念に合致するような営みは、実際には古代から行われていたとも考えられている。（→#歴史）
工学を実践する者を「エンジニア engineer」あるいは「技術者」と呼ぶ。日本では技術者の公式な資格の一つに技術士がある。

## 歴史
工学という用語や概念自体は歴史的に見れば比較的新しいものであるが、現代の「工学」という概念で照らしつつ人類の歴史を遡って眺めてみれば、それに相当するものは実際上は古代から存在していたと言うこともできる。
"engineering" という言葉・概念は比較的新しいもので、先に "engineer"（技術者）という言葉が存在していた。1325年ごろ文献に現れたときには「軍用兵器の製作者」を意味していた。当時、"engine" には「戦争に使われる機械仕掛け」（例えばカタパルト）すなわち「兵器」という意味があった。"engine" の語源は1250年ごろラテン語の ingenium からできた語で、ingenium は「先天的な特性、特に知能」を意味し、そこから派生して「賢い発明品」を意味した。なお、"engineer" は "engine" に接尾辞 "-eer" がついた形で「機関の操作者」という意味、といったような説明がたいへんしばしば見られるが、（少なくともそれが現在の意味における「機関」（engine）ではなく）誤り（異分析）であり、英語版Wiktionaryのengineerの記事でも「Sometimes erroneously linked with engine + -eer. 」としている。
後に民間の橋や建築物の建設技法が工学分野として円熟してくると、"civil engineering" （日本語にあえてすれば土木工学）と呼ばれるようになった。これは "engine" が元々「兵器」を意味していたことから、軍事とは無関係の分野であることを示すために "civil"（市民）とつけたものである。
つまり、古くは "engineering" という語は military engineering 軍事技術だけを意味していたことがある。だが、18世紀以降は "civil engineering"（＝軍事以外の技術）が発展し、それ以来 "engineering" という言葉は、エネルギーや資源を利用しつつ便宜を得る技術一般を指すようになったのである。
近代的な「工学」と概念は上記のような経緯で形成されたわけであるが、そうした近代的な「工学」に合致するものを人類の歴史を遡ってあらためて探してみると、すでに古代にもそれは見つかる。古代の人々が滑車や梃子や車輪といった基本的機構を発明したころから存在していたことになる。基本的な機械的（物理的）原理を利用して便利な道具やモノを作るという意味で、これらの発明も工学の現代的定義に合致しているのである。

### 古代
アレクサンドリアの大灯台、エジプトのピラミッド、バビロンの空中庭園、ギリシャのアクロポリスとパルテノン神殿、古代ローマのローマ水道やローマ街道やコロッセオ、マヤ文明・インカ帝国・アステカのテオティワカンなどの都市やピラミッド、万里の長城などは、古代の工学の精巧さと技能を示している。
最古の名の知られている土木技術者としてイムホテプがいる。エジプトのファラオであるジェセル王に仕え、紀元前2630年から2611年ごろサッカラでジェセル王のピラミッド（階段ピラミッド）の設計と建設の監督をしたと見られている。
古代ギリシアでは、民間用と軍事用の両方の分野で機械が開発された。アンティキティラ島の機械は、既知の世界最古のアナログコンピュータといわれており、アルキメデスの発明した機械は初期の機械工学の一例である。それらの機械には差動装置または遊星歯車機構の知識を必要とし、その2つの機械理論の重要な原理が産業革命でのギアトレーン設計を助け、今でもロボット工学や自動車工学といった様々な分野で広く使われている。
紀元前4世紀ごろのギリシアで投石機が開発され、中国、ギリシア、ローマでは三段櫂船、バリスタ、カタパルトといった複雑な機械式兵器が使われていた。中世にはトレビュシェットが開発されている。

### ルネサンス期

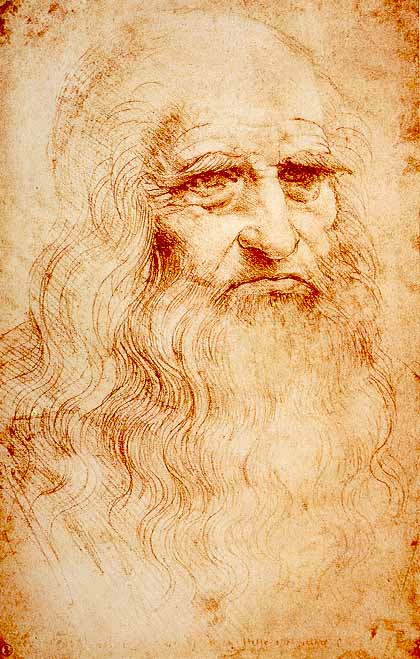
レオナルド・ダ・ヴィンチ（1452 - 1519）の自画像。ルネサンス期の人物。芸術家兼工学者の典型。国王や貴族たちに対し、兵器製造に関する技術や（国王の偉大さを示すための）彫像の制作技術を身につけていることを売り込みつつ、彼らの庇護を得て、様々な活動を行った。建築物の設計、（当時の "写真" とも言える）絵画技法の探求、人体解剖を行い、ヘリコプターの構想まで行った。

ウィリアム・ギルバートは、1600年に De Magnete を著し、"electricity"（電気）という言葉も史上初めて使ったということで電気工学の祖とされている。
機械工学の分野では、トーマス・セイヴァリが1698年に世界初の蒸気機関を作った。蒸気機関の開発が産業革命をもたらし、大量生産の時代が始まった。
18世紀には工学を専門とする専門職が確立し、工学は数学や科学を応用する分野のみを指すようになっていった。同時にそれまで軍事と民間の工学とされていた分野に、それまで単なる技能とみなされていた機械製作も工学分野の一つとされるようになった。

### 近現代

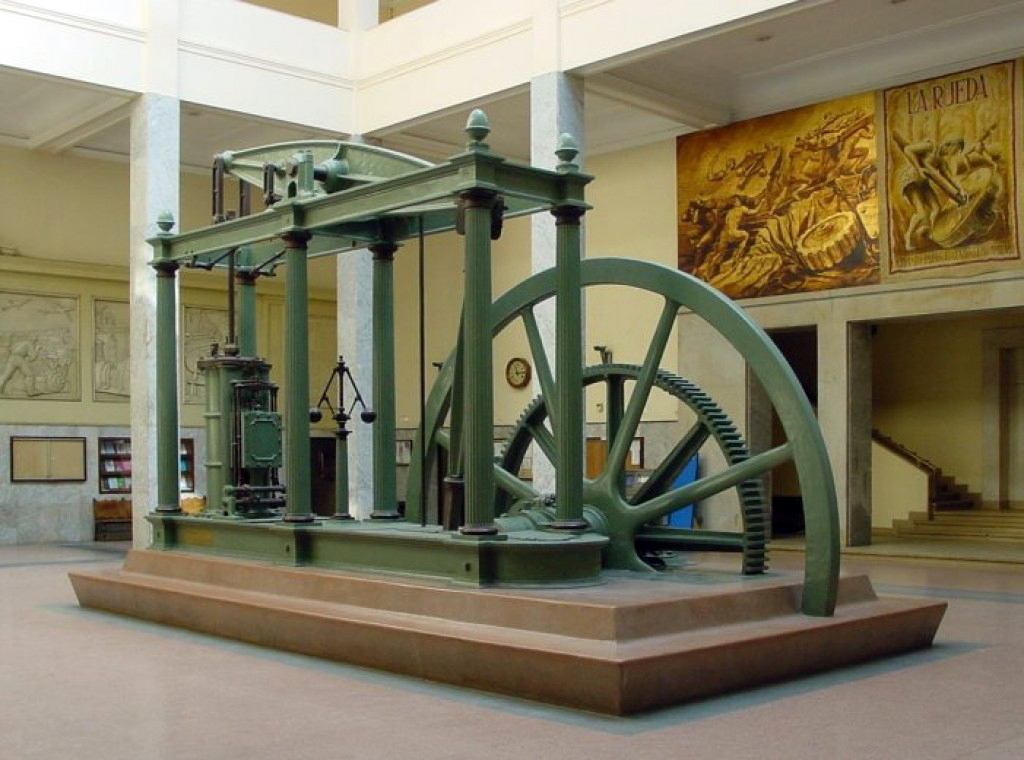
産業革命で大きな役目を果たしたワットの蒸気機関は工学の重要性を示す歴史上の例である。

電気工学の発端は1800年代のアレッサンドロ・ボルタの実験であり、その後マイケル・ファラデーやゲオルク・オームといった先駆者の実験を経て1872年に電動機が発明された。19世紀後半にはジェームズ・クラーク・マクスウェルとハインリヒ・ヘルツの成果によって電子工学の分野が始まった。その後の真空管やトランジスタの発明によって電子工学の発展が加速され、今では工学の中でも特に技術者の多い領域となっている。
トーマス・セイヴァリとジェームズ・ワットの発明によって機械工学の発展が促された。産業革命期に各種機械やその修理や保守のための道具が発達し、イギリスからさらに海外へと広まっていった。
化学工学も産業革命期の19世紀に機械工学と共に発展した。大量生産は新素材や新製法を必要とし、化学物質の大量生産の必要性から1880年ごろまでに新たな産業として確立された。化学工学はそういった化学工場や製法の設計を担っている。
航空工学は航空機の設計を扱う分野で、航空宇宙工学はそれを宇宙船の設計にまで広げた比較的新しい学問分野である。その起源は19世紀から20世紀にかけての航空機の先駆的開発にあるが、最近では18世紀末のジョージ・ケイリーの業績が起源とされている。初期の航空機は他の工学分野の概念や技法を取り入れつつ、大部分は経験主義的に発展していった。
ライト兄弟が初飛行に成功してわずか10年後には航空工学が大いに発展し、第一次世界大戦には軍用航空機が開発されるまでになった。一方で、理論物理学と実験を結合することで科学的な基礎付けをする研究が行われていった。
工学の博士号を最初に取得した人物は、イェール大学のウィラード・ギブズで、1863年のことである。これは自然科学分野でもアメリカ合衆国で2人目の博士号である。

## コンピュータの利用

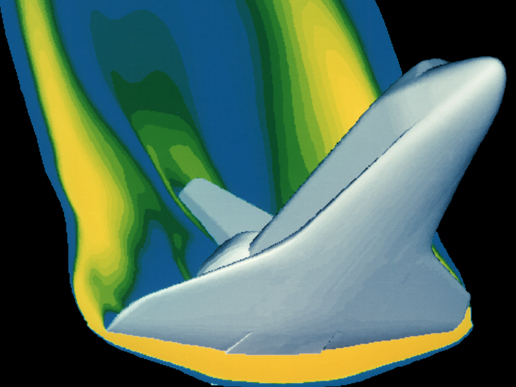
スペースシャトルの大気圏再突入の際の高速な空気の流れのコンピュータ・シミュレーション

コンピュータが工学に果たす役割は大きくなっている。工学についてコンピュータが支援を行う各種ソフトウェアが存在する。数理モデルの構築や、それに基づいた数値解析もコンピュータを使用してなされている。
例えばCADソフトウェアは3次元モデルや2次元の設計図の作成を容易にする。CADを応用したデジタルモックアップ (DMU) や有限要素法などを使ったCAEソフトウェアを使えば、時間とコストのかかる物理的なプロトタイプを作らなくともモデルを作成して解析を行うことができる。
コンピュータを利用することで、製品や部品の欠点を調べたり、部品同士のかみ合わせを調べたり、人間工学的な面を研究したり、圧力・温度・電磁波・電流と電圧・デジタル論理レベル・流体の流れ・動きなどシステムの静的および動的特性を解析できる。これらの情報を総合的に関するソフトウェアとして製品情報管理がある。
特定の工学分野のためのソフトウェアもある。例えば、CAMソフトウェアはCNC機械に与える命令列を生成する。生産工程を管理するソフトウェアとして工程管理システム (MPM) がある。EDAは半導体集積回路やプリント基板や電子回路の設計を支援する。間接材調達を管理するMRO (Maintenance, Repair and Operations) ソフトウェアなどもある。
近年では、製品開発に関わるソフトウェアの集合体として製品ライフサイクル管理 (PLM) ソフトウェアが使われている。

## 社会的状況
工学は本質的に社会や人間の行動に左右される。現代の製品や建設は必ず工学設計の影響を受けている。工学設計は環境・社会・経済に変化を及ぼす強力なツールであり、その応用には大きな責任が伴う。多くの工学系の学会は行動規約や倫理規約を制定し、会員や社会にそれを周知させようとしている。
工学プロジェクトの中には論争となっているものもある。例えば、核兵器開発、三峡ダム建設、SUVの設計と使用、重油抽出などである。これに対して、企業の社会的責任について厳しい方針を設定している工学企業もある。
工学は人間開発の重要な駆動力の1つである。アフリカのサハラ砂漠周辺の工学的キャパシティは非常に低く、そのためアフリカ諸国の多くは独力で重要なインフラストラクチャを開発することができないでいる。ミレニアム開発目標の多くを達成するには、インフラストラクチャの開発と持続可能な技術的開発ができるだけの十分な工学的キャパシティを必要とする。
海外での開発や災害救助を行うNGOは技術者を多数抱えている。次のようないくつかの慈善団体が人類のために工学を役立てることを目指している。
- 国境なき技師団 (Engineers Without Borders)
- Engineers Against Poverty (EAP)
- Registered Engineers for Disaster Relief (RedR)
- Engineers for a Sustainable World (ESW)

## 他の学問分野との関係

### 科学
科学者はあるがままの世界を研究し、技術者は見たこともない世界を創造する。—セオドア・フォン・カルマン

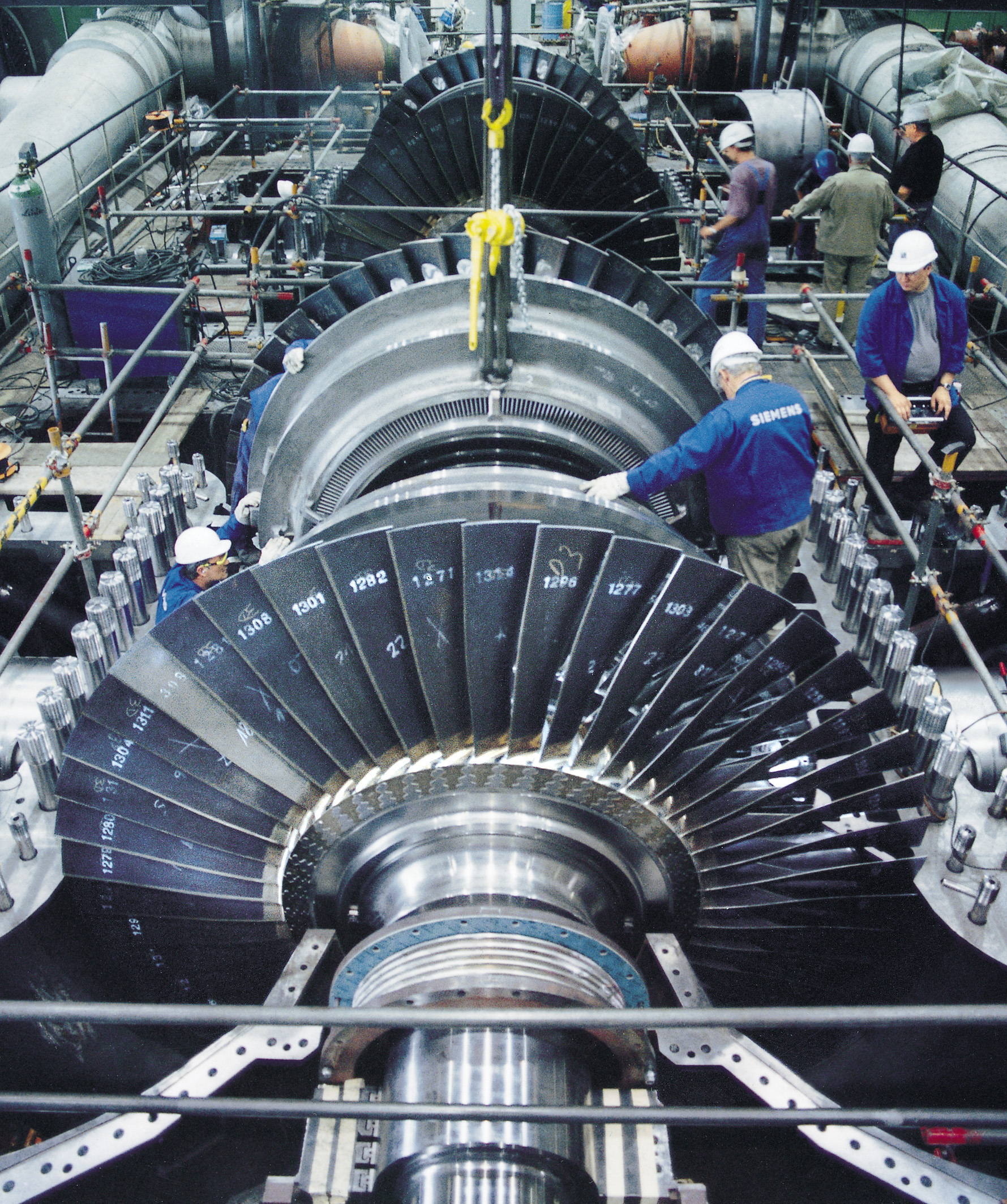
現代のタービン。タービンが自然界にそのままあったわけではない。自然界に存在しなかったものを創造したわけである。また、その創造のために、様々な自然科学的な理論を大いに活用するが、実際に用いるのはそうした純理論だけではない。経験則も用いたおかげで、こうしたタービンも実現しているのである。

Fung らは古典的な工学教科書 Foundations of Solid Mechanics の改訂版の中で、次のように書いている。
工学は科学と全く異なる。科学者は自然を理解しようとする。技術者は自然界に存在しないものを作ろうとする。技術者は発明を強調する。発明を具現化するには、アイデアを具体化し、人々が使える形で設計しなければならない。それは装置、道具、材質、技法、コンピュータプログラム、革新的な実験、問題の新たな解決策、既存の何かの改良である。設計は具体的でなければならず、形や寸法や数値が設定されていなければならない。新しい設計にとりかかると、技術者は必要な情報が全て揃っているわけではないことに気づく。多くの場合、科学知識の不足によって情報が制限される。そこで技術者は数学や物理学や化学や生物学や力学を勉強する。そうして工学における必要性から関連する科学に知識を追加することも多い。こうしてengineering sciences(理工学) が生まれた。
科学的手法と工学的手法にはオーバーラップする部分がある。工学的手法は、科学的手法と、科学的に厳密には解明されていないが過去の同様の事例から確からしいと思われる経験則を組み合わせたものである。しかし、いずれの手法もその基本は現象などの正確な観察である。観察結果を分析し伝達するため、どちらも数学や分類基準を使う。
Walter Vincenti は著書 What Engineers Know and How They Know It において、工学の研究は科学の研究とは違う性質を持っているとしている。工学は物理学や化学が基本的によく理解している分野を扱うが、問題自体は正確な方法で解くには複雑すぎる。例えば、航空機における空気力学的流れをナビエ-ストークス方程式の数値近似で表したり、材料の疲労損傷の計算にマイナー則を使ったりする。また、工学では半ば経験則的な手法もよく採用している。科学では考えられない特徴であり、例えばパラメータ変化法がある。
「歴史的に見ると工学は理学と相互に影響しながら発達してきたと言える。例えば、蒸気機関の効率についての研究から熱についての認識が深まっていった。熱についての理学的な研究が進められることによって冷却も可能になったと言える。」とも言う。

### 医学と生物学
目的や方向性は異なるが、医学と工学の一部の分野の共通部分として人体の研究がある。医学においては、必要ならテクノロジーを使ってでも人体の機能を維持・強化し、場合によっては人体の一部を代替することも目指すことがある。
現代医学は既に一部の臓器の機能を人工のものと置換することを可能にしており、心臓ペースメーカーなどがよく使われている。医用生体工学は生体への人工物の埋め込みを専門とする領域である。
逆に人体を生物学的機械として研究対象とする工学分野もあり、テクノロジーによってその機能をエミュレートすることを専門とする。それは例えば、人工知能、ニューラルネットワーク、ファジィ論理、ロボットなどである。工学と医学の学際的な領域もある。
医学も工学も実世界における問題解決を目的としている。そのためには、現象をより厳密かつ科学的に理解する必要があり、実験や経験的知識が必須となっている。
医学はその一部として人体の機能も研究する。人体を生体機械と捉えた場合、工学的手法でモデル化できる多数の機能を持っている。
例えば心臓はポンプによく似た機能を有し、骨格はてこを繋げたような構造をしていると理解することも可能である。また脳は電気信号を発している。このような類似性や医学における工学の応用の重要性の増大により、工学と医学の知識を応用した医用生体工学が生まれた。
システム生物学のような新たな科学の分野は、システムのモデリングやコンピュータを利用した解析など工学で使われてきた解析手法を採用して、生命を理解しようとするものである。

### 芸術

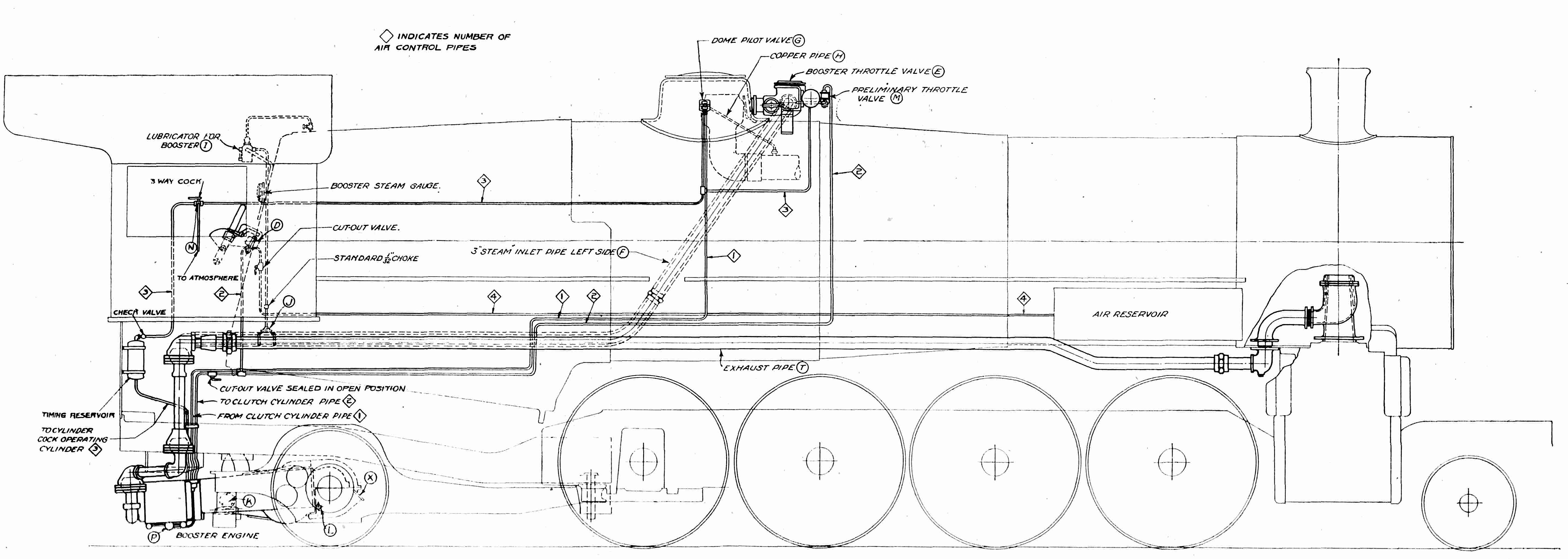
蒸気機関車の設計図。工学をデザインに適用することで、機能が強調され、数学と科学がデザインに生かされる。

工学と芸術の間にも関連がある。建築、造園、インダストリアルデザインといった分野はまさに工学と芸術の直接交わる部分である（大学では工学系の学部にも芸術系の学部にも関連する学科が存在する）。他にも間接的に関連する分野がある。
シカゴ美術館は、NASAの航空宇宙関連のデザインについての展覧会を開催したことがある。ロベール・マイヤールの設計した橋は芸術的と評されている。南フロリダ大学ではアメリカ国立科学財団の支援を受けて、工学部に芸術と工学を組み合わせた学科を開設した。
レオナルド・ダ・ヴィンチはルネサンス期の芸術家兼技術者として有名である。

### その他
政治学に「工学」という言葉を導入した社会工学や政治工学は、工学の方法論や政治学の知識を利用し、政治構造や社会構造の形成を研究する。

## 工学の分野一覧
工学の一覧を参照